# 구사카 나오
구사카 나오(일본어: 日下 尚, 2000년 11월 20일~)는 일본의 레슬링 선수로 2024년 하계 올림픽 그레코로만형 웰터급 부문에서 금메달을 획득했다. 또한 세계 선수권 대회에서 동메달 1개 획득했다.